# Récif de Scarborough
Pour les articles homonymes, voir Scarborough.
Le texte peut changer fréquemment, n’est peut-être pas à jour et peut manquer de recul. 
Le titre et la description de l'acte concerné reposent sur la qualification juridique retenue lors de la rédaction de l'article et peuvent évoluer en même temps que celle-ci.
Le récif de Scarborough, en tagalog Panatag Shoal ou Bajo de Masinlóc, en mandarin standard Huángyán Dǎo (en sinogramme simplifié 黄岩岛, en sinogramme traditionnel 黃岩島), est un récif en forme d'atoll de la mer de Chine méridionale revendiqué par la république populaire de Chine, les Philippines et Taïwan. 
Il est situé entre le banc de Macclesfield et l'île philippine de Luçon, à 220 km de Palaug, province de Zambales, Philippines.

## Géographie

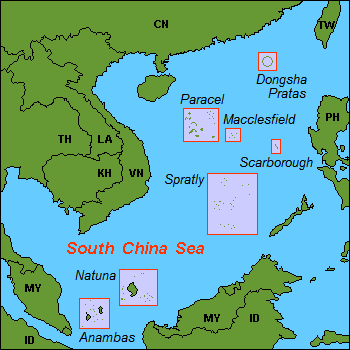
Carte des différentes îles et archipels de la mer de Chine méridionale dont le récif de Scarborough (Panatag).

Le récif de Scarborough est situé dans le centre-est de la mer de Chine méridionale, à 220 km au large de l'île philippine de Luçon. L'atoll, de forme triangulaire, possède un lagon d'une superficie d'environ 150 km2. Il est entouré par un récif corallien qui émerge en deux petites îles et de nombreux récifs. D'une superficie d'environ 150 km2, ses terres émergées de 2 hectares à marée basse ne forment qu'une chaine de roches juste en dessous de l'eau à marée haute à l’exception de quelques roches dont la plus haute est le rocher Nan Yan, « Rocher Sud » en français, qui culminent à 1,80 mètre d'altitude. À marée basse, ce rocher fait 3 mètres de haut.

## Histoire

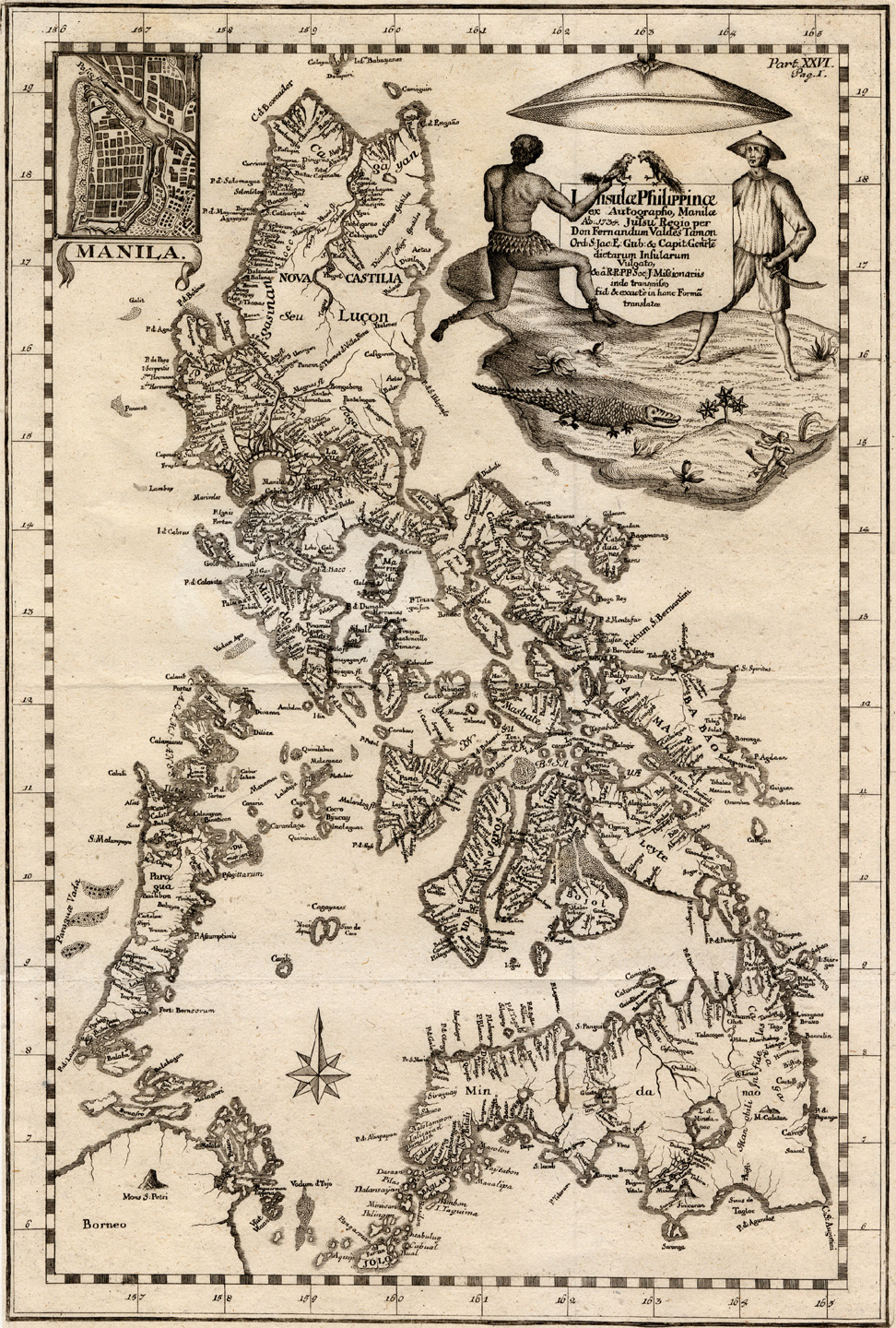
Carte des îles Philippines de 1774 où le récif de Scarborough est nommé Panacot

Le récif est vraisemblablement découvert à la Préhistoire par les marins qui parcouraient la mer de Chine méridionale dans le cadre des échanges commerciaux naissants dans cette partie de l'Asie du Sud-Est. Sa première trace écrite est sa représentation sur une carte maritime chinoise de 1279. À la fin du XVIIIe siècle, le Scarborough, un navire faisant le commerce du thé, s'échoue sur le récif et lui donne son nom.

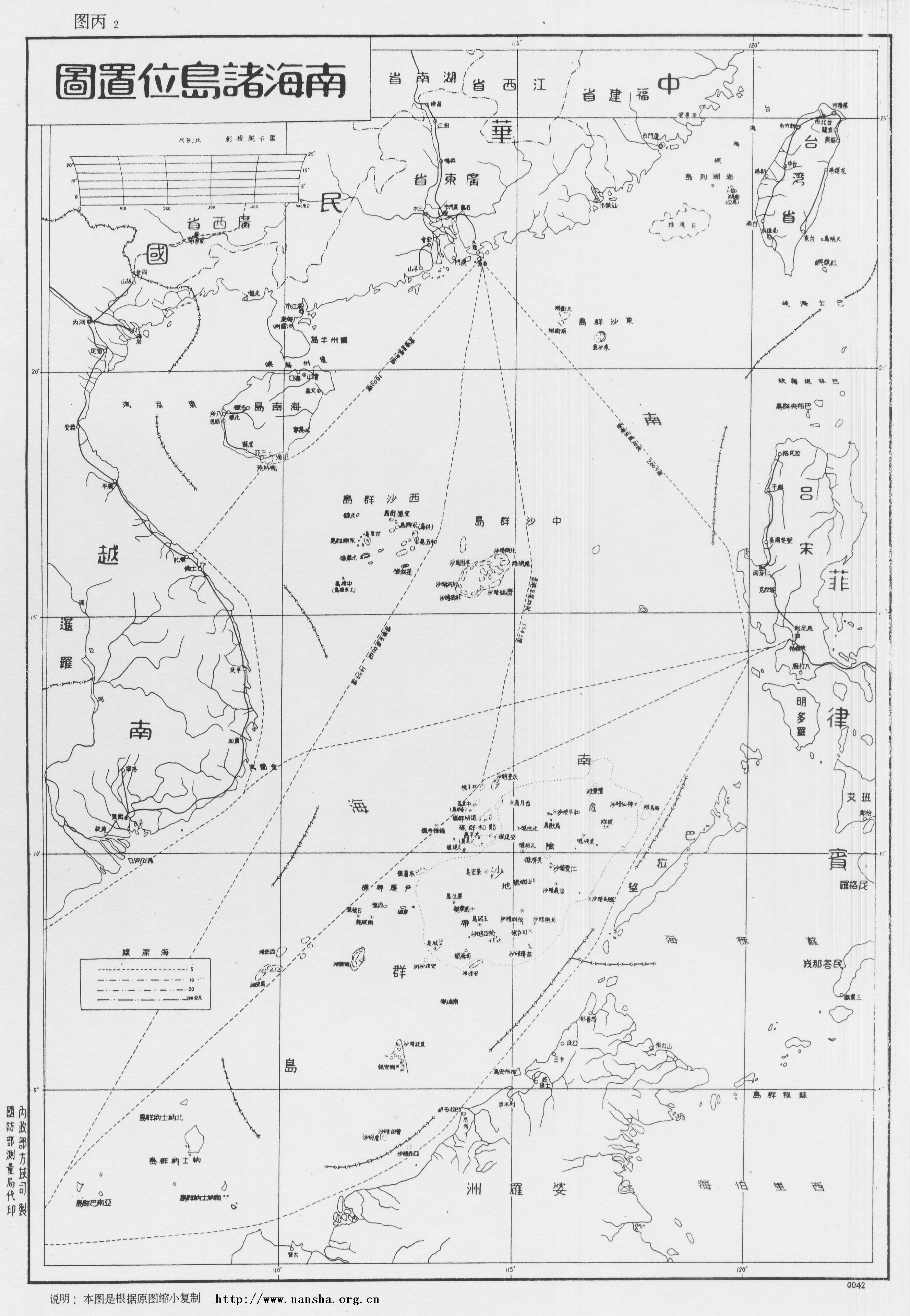
Carte illustrant le territoire de la Chine en mer de Chine méridionale publiée par le ministère de l'Intérieur de la république de Chine en 1947 où le récif de Scarborough est représenté sur le au sein de la ligne en forme de U. Le récif n’est pas dénommé.

Le récif est disputé par la Chine et les Philippines depuis plusieurs décennies. Il est cependant compliqué de savoir à qui il appartient réellement. 
Si l'on écoute le discours officiel chinois c'est en 1935 que la première république de Chine en prend officiellement possession, l'atoll faisant partie de sa sphère d'influence et étant utilisée depuis des siècles par des pêcheurs chinois. Avec la proclamation de la république populaire de Chine sur le continent et le maintien de la république de Chine sur Taïwan en 1949, ces deux pays poursuivent leurs revendications sur l'atoll.
Les Philippines considèrent, en revanche, que l'atoll fait partie du pays depuis la colonisation espagnole de l'archipel au XVIe siècle. En effet, il apparaît sur les cartes de navigation espagnoles sous le nom de "Bajo de Masinloc", Masinloc étant un village de pêcheur situé sur la côté ouest des Philippines. Les pêcheurs de Masinloc, et de toute la côte en général, partaient pêcher sur Scarborough dont la topographie en fait une zone très riche en poisson.
Aujourd'hui Scarborough fait partie de la zone économique exclusive des Philippines, en accord avec la convention de Montego Bay de 1982 sur le droit de la mer dont la Chine est également signataire. Le droit international pencherait donc en faveur des Philippines. Depuis 2012 toutefois, à la suite d'une opération militaire de sa marine, l'armée chinoise occupe ce récif et en interdit l’accès.

## Îles ou récif?
Le président Ferdinand Marcos, en vertu du décret présidentiel no 1596 publié le 11 juin 1978 a affirmé que les îles désignées comme le groupe d'îles Kalayaan et comprenant la plupart des îles Spratley sont soumises à la souveraineté des Philippines, et en vertu du décret présidentiel no 1599 publié le 11 juin 1978 a déclaré une zone économique exclusive large de 200 milles nautiques (370 km) à partir de la ligne de base de laquelle la mer territoriale est mesurée.
Au cours de l'année 2012, la tension monte en mer de Chine méridionale, entre la république populaire de Chine et les Philippines, ces dernières affirmant qu'une centaine de navires chinois patrouillent dans la zone du récif de Scarborough.

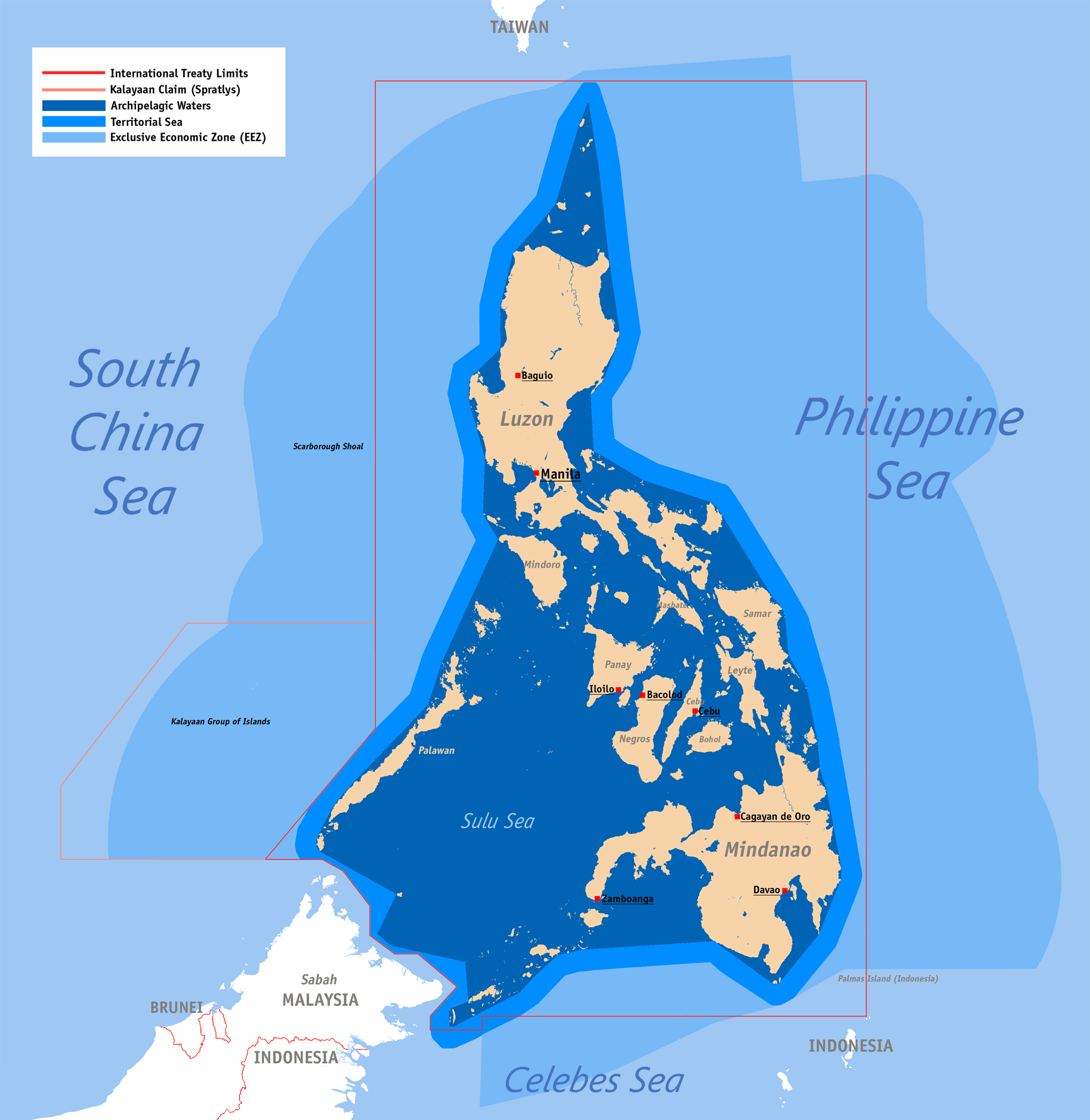
Carte de la revendication territoriale des Philippines, montrant les eaux intérieures, la mer territoriale, les limites des traités internationaux et de la zone économique exclusive.

Le président des Philippines Benigno Aquino III va même jusqu'à comparer le comportement des Chinois dans cette zone à l'annexion de la Tchécoslovaquie par les nazis allemands, et porte le cas devant la Cour permanente d'arbitrage (CPA), le 22 janvier 2013.
La Cour permanente d'arbitrage rend son verdict le 12 juillet 2016. Bien que le sujet principal de cet arbitrage porte sur les droits maritimes, historiques, en mer de Chine méridionale, est également abordée la question du statut de certains éléments maritimes, et des droits en découlant, notamment du récif de Scarborough. Selon la république populaire de Chine, il s'agit d'une île, avec un territoire et une zone économique exclusive (ZEE) propre. Selon les Philippines, il s'agit d'une île faisant partie de sa propre ZEE. Par sa décision, « le Tribunal souscrit aux conclusions des Philippines selon
lesquelles le Récif de Scarborough, le Récif de Johnson, le Récif de Cuarteron et le Récif de Fiery Cross sont
des éléments découverts à marée haute ». 
La Chine, qui avait refusé de participer à cet arbitrage dès son introduction, a rejeté la décision immédiatement après sa publication.

## Articles connexes

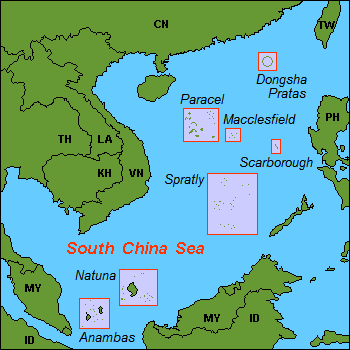
Ensembles de la mer de Chine méridionale